# Droeloe
Droeloe (Eigenschreibweise DROELOE), vormals ein niederländisches Künstler-Duo, ist heute ein Future-Bass-Soloprojekt des Musikers Vincent Rooijers.

## Geschichte
Der Musikproduzent Vincent Rooijers und der Mediendesigner Hein Hamers lernten sich an der Hochschule für Kunst in Utrecht kennen. 2016 gründeten sie Droeloe. Kurz darauf wurde der niederländische Musiker San Holo über SoundCloud auf das Duo aufmerksam. Durch dessen Label Bitbird erschienen im selben Jahr mit Make My Day und zZz die ersten Singles. 2017 wurde A Moment in Time, die erste EP des Duos, veröffentlicht. 2018 folgte das Debütalbum The Choices We Face. In den folgenden Jahren erschienen unter anderem Remixe von Liedern von Charlie Puth, ⁣Selena Gomez und Charli XCX.
Im Oktober 2020 kündigte das Duo seine Trennung nach der Veröffentlichung des zweiten Albums A Matter of Perspective im November desselben Jahres an. Seitdem wird das Projekt von Rooijers alleine weitergeführt.
Das Duo spielte international auf diversen Festivals, etwa 2018 auf dem Lollapalooza Paris und 2019 auf dem Tomorrowland. Solokonzerte fanden beispielsweise in den Vereinigten Staaten, Kanada, Deutschland, Tschechien, Spanien, Frankreich und dem Vereinigten Königreich statt.

## Stil
Die Musik von Droeloe ist eine Kombination aus hellem, perkussivem Future-Bass und melodischem Trap. Darüber hinaus stellt Timothy Monger in seiner bis 2018 reichenden Kurzbiografie für AllMusic fest, dass ein großer Fokus auf visueller Ästhetik liegt.

## Diskografie

### Studioalben
- 2018: The Choices We Face
- 2020: A Matter of Perspective
- 2023: The Art Of Change[2]

### EPs
- 2017: A Moment in Time
- 2019: A Promise Is Made